# 高橋昌和
高橋 昌和（たかはし まさかず、1956年〈昭和31年〉10月18日 - ）は、日本の政治家。神奈川県秦野市長（2期）。

## 来歴
神奈川県出身。秦野市立北小学校、秦野市立北中学校、神奈川県立厚木高等学校卒業。1979年（昭和54年）3月、法政大学社会学部社会学科卒業。同年4月、秦野市役所に入庁。環境産業、財務、福祉部長を歴任。2017年（平成29年）3月、秦野市役所を定年退職。
久保寺邦夫神奈川県議会議員のほか保守系市議9名の要請を受け、同年6月26日、任期満了に伴う秦野市長選挙に立候補する意向を表明した。
2018年（平成30年）1月22日に行われた市長選で現職の古谷義幸との一騎打ちを制し初当選を果たした。1月31日、市長就任。選挙の結果は以下のとおり。
※当日有権者数：134,750人 最終投票率：40.56%（前回比：＋0.94pts）
| 候補者名 | 年齢 | 所属党派 | 新旧別 | 得票数   | 得票率 | 推薦・支持 |
| -------- | ---- | -------- | ------ | -------- | ------ | ---------- |
| 高橋昌和 | 61   | 無所属   | 新     | 33,466票 | 61.74% |            |
| 古谷義幸 | 70   | 無所属   | 現     | 20,739票 | 38.26% |            |

2022年（令和4年）1月23日に行われた市長選で新人候補を破り再選。
※当日有権者数：134,055人 最終投票率：36.24%（前回比：-4.32pts）
| 候補者名 | 年齢 | 所属党派 | 新旧別 | 得票数   | 得票率 | 推薦・支持 |
| -------- | ---- | -------- | ------ | -------- | ------ | ---------- |
| 高橋昌和 | 65   | 無所属   | 現     | 28,562票 | 59.30% | 自民、公明 |
| 佐藤伸一 | 55   | 無所属   | 新     | 19,606票 | 40.70% |            |

## 市政・人物
新型コロナウイルス対策
2020年（令和2年）5月1日、新型コロナウイルス感染の拡大対策の財源に充てるため、自身の5月から2021年（令和3年）3月までの月額給与を20％、副市長については10％、教育長については7％減額する条例改正案を市議会臨時会に提出した。また、一般会計補正予算案として、児童手当の支給対象児童1人あたり1万円の給付金を支給する「子育て世帯への臨時特別給付金」に1億8,355万6,000円を計上。これらの議案は同日、可決された。
迂回献金疑惑
2021年（令和3年）、高橋は、自身が代表を務める資金管理団体「秦昌会」に8月20日と10月20日に100万円ずつ、12月3日に160万円を寄付した。「秦昌会」は寄付を受けた4～8日後、高橋の政治団体「高橋まさかず後援会」にすべてを寄付した。資金管理団体を通しているため、政治家個人から後援会への寄付を年間150万円に制限する政治資金規正法には抵触しないとされるが、識者からは「迂回献金に当たる」と指摘された。